# Brian Writes a Bestseller
Brian Writes a Bestseller («Брайан пишет бестселлер») — шестой эпизод девятого сезона мультсериала «Гриффины». Премьерный показ состоялся 21 ноября 2010 года на канале FOX.

## Сюжет
Поняв, что его роман «Быстрее скорости любви» (Faster Than the Speed of Love) полностью провалился, Брайан впадает в депрессию и отказывается писать что-либо в будущем. Однако, просматривая тем же вечером газету, пёс обнаруживает интересную заметку: некая повесть о самосовершенствовании выбилась в бестселлеры, и тогда, под давлением Стьюи, решает написать что-то подобное.
Брайан публикует свой новый роман, который он назвал «Пожелай, захоти, сделай» (Wish It Want It Do It), и тот моментально становится бестселлером. В благодарность пёс нанимает Стьюи на работу, как издателя, и они начинают поездку по окрестностям, где Брайан подписывает книги благодарным читателям, а сам тем временем пытается «закадрить» какую-нибудь девушку. Возгордившись своей внезапной славой, Брайан ругается со Стьюи из-за пустяка, и они решают выяснить отношения на ток-шоу в прямом эфире.
Стьюи доводит до Брайана тему предстоящей беседы, и кто будет приглашёнными знаменитостями, но всё это злит зазнавшегося пса, и тот увольняет малыша. Распалившись перед аудиторией, Брайан просто доводит её до смеха. Билл Мар и его гости, Арианна Хаффингтон и Дана Гоулд, начинают разносить в пух и прах книгу пса. Тот пытается её защищать, но вскоре ему приходится признать факт: он написа́л её за один день, и «роман — полное дерьмо». В конце шоу полностью униженный Брайан писается, и его попросту с позором выгоняют из студии.
Вернувшись домой, Брайан просит прощения у Стьюи, и друзья мирятся.

## Создание
Автор сценария: Гэри Жанетти
Режиссёр: Джозеф Ли
Композитор: Уолтер Мёрфи
Приглашённые знаменитости: Дана Гоулд (камео), Арианна Хаффингтон (камео), Билл Мар (камео), Кристин Лакин и Эшли Тисдэйл

## Интересные факты